# 巢子站
巢子站（日语：／ Sugo eki */?）是位於岩手縣盛岡市參子290番8號，IGR岩手銀河鐵道的岩手銀河鐵道線車站。
此站可乘搭東日本旅客鐵道（JR東日本）花輪線的列車。

## 歷史
在2001年（平成13年）12月，龍澤市計劃建設此站，該村和岩手縣資助建設此站。
- 2004年（平成16年）8月：國土交通省批准建設此站[3]。
- 2006年（平成18年）
  - 3月18日：車站啟用[1]。
  - 7月7日：「巢子地域循環巴士」開始試行[4]（在翌年3月31日終止試驗[5]）
- 2011年（平成23年）
  - 5月25日：瀧澤村道巢子停車場線開始使用。
  - 7月19日：岩手縣交通「巢子循環線」開始運行。
- 2012年（平成24年）2月1日：設置售票終端機。
- 2013年（平成25年）
  - 3月16日：隨著實施時間表修正，閘口業務營業時間延長至下午7時30分。
  - 8月28日：更新售票機。使IGR線其他車站與青森鐵道線使用同一共機種。
- 2015年（平成27年）4月7日：取消岩手縣交通「巢子循環線」。在改變走線後，｢巢子盛岡大學線｣開始運行。

## 車站構造

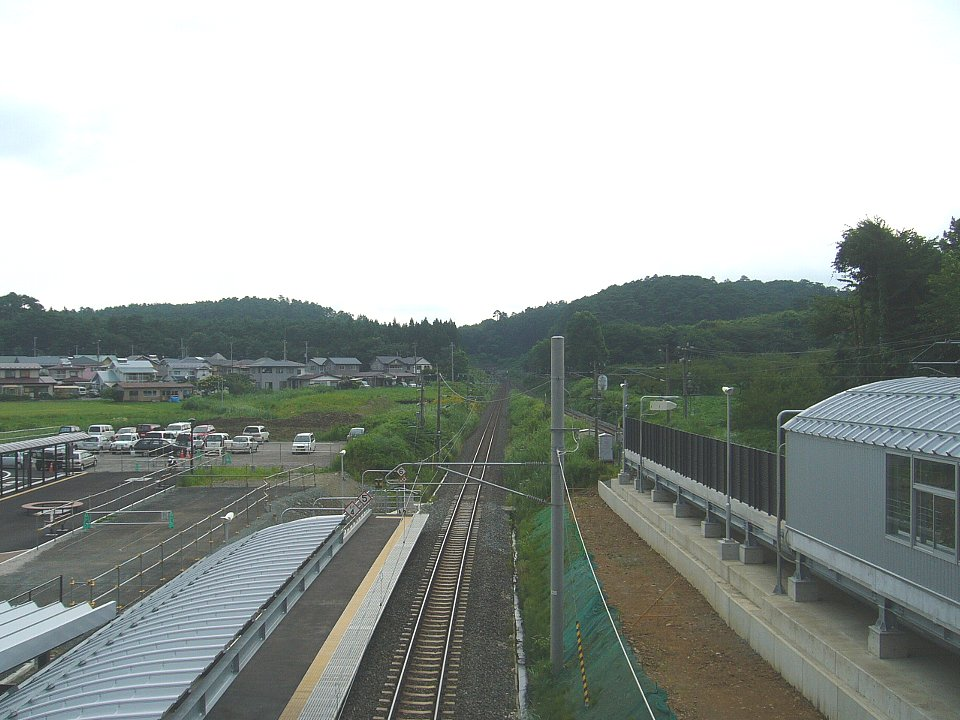
右邊為盛岡方向月台，左邊為八戶方向月台

車站是一座地面車站，設有2面2線的單式月台。上下行線的高度相異。兩月台之間設有跨線橋連接。此站設有升降機等無障礙設施。
此站是由盛岡站管理的直營車站。在2018年3月前，此站委托了My Rail Circle巢子站會負責車站業務。在7:00至10:50之間、11:50至16:30之間，售票櫃臺會開放並進行售票業務，在16:30至19:30之間會進行閘口業務。在售票櫃臺中設有終端出售車票。此站也設有自動售票機（可發售可於自動閘口入閘的磁性車票）。在站前廣場設有泊車轉乘專用的瀧澤市營巢子站前停車場，最長可免費停泊3日2夜。

### 月台
| 月台 | 路線                                    | 上下行 | 方向                       |
| ---- | --------------------------------------- | ------ | -------------------------- |
| 1    | ■岩手銀河鐵道線                         | 下行   | 岩手沼宮內、二戶、八戶方向 |
| 1    | ■花輪線                                 | 下行   | 鹿角花輪、大館方向         |
| 2    | ■岩手銀河鐵道線 （包括■花輪線直通列車） | 上行   | 廚川、盛岡方向             |

## 使用狀況
根據「IGR岩手銀河鐵道」的資料，在2019年度（令和元年度）1日平均上下車人次為1,001人。
以下列出近年乘客人次：
| 上下車人次變化                            | 上下車人次變化     | 上下車人次變化  |
| 年度                                      | 1日平均 上下車人次 | 參考資料        |
| ----------------------------------------- | ------------------ | --------------- |
| 2005年（平成17年）                        | 19（*1）           | [ 利用客数 2 ]  |
| 2006年（平成18年）                        | 666                | [ 利用客数 3 ]  |
| 2007年（平成19年）                        | 822                | [ 利用客数 4 ]  |
| 2008年（平成20年）                        | 894                | [ 利用客数 5 ]  |
| 2009年（平成21年）                        | 895                | [ 利用客数 6 ]  |
| 2010年（平成22年）                        | 893                | [ 利用客数 7 ]  |
| 2011年（平成23年）                        | 852                | [ 利用客数 8 ]  |
| 2012年（平成24年）                        | 903                | [ 利用客数 9 ]  |
| 2013年（平成25年）                        | 981                | [ 利用客数 10 ] |
| 2014年（平成26年）                        | 1,031              | [ 利用客数 11 ] |
| 2015年（平成27年）                        | 994                | [ 利用客数 12 ] |
| 2016年（平成28年）                        | 991                | [ 利用客数 13 ] |
| 2017年（平成29年）                        | 1,030              | [ 利用客数 14 ] |
| 2018年（平成30年）                        | 991                | [ 利用客数 15 ] |
| 2019年（令和元年）                        | 1,001              | [ 利用客数 1 ]  |
| *1…在2005年度，只計算14日之間的乘車人次。 |                    |                 |

## 車站周邊
- 國道4號
- 巢子簡易郵局
- 岩手縣交通巢子車廠（日语：岩手県交通巣子車庫）
- 瀧澤市立瀧澤第二中學
- 瀧澤市立瀧澤第二小學
- 瀧澤市立瀧澤東小學
- 瀧澤市政廳東部出張所
- 瀧澤勤勞青少年家
- 岩手銀行巢子分店
- 北日本銀行（日语：北日本銀行）巢子分店

## 巴士路線

### 「巢子站前」巴士站
- 岩手縣交通
  - 巢子盛岡大學線（巢子車廠 - 第3富士見團地 - 瀧澤二小入口 - 巢子中央 - 勤勞青少年家前 - 巢子站 - 縣立大學 - 盛岡大學／只於平日服務）

已取消的巴士路線
- 岩手縣交通、岩手縣北巴士聯營
  - 巢子地域循環巴士
    - 巢子站 - 第3富士見團地 - 瀧澤二小入口 - 巢子中央 -（巢子）- 長根公民館前 - 巢子站
      - 由於客量少，因此在2007年（平成19年）3月31日取消該線。
      - 使用小型巴士行走，在村道開始使用前，為唯一駛入此站前的巴士路線。
- 岩手縣交通
  - 巢子循環線（巢子站前→第3富士見團地→瀧澤二小入口→巢子中央→勤勞青少年家前→巢子站前，單向行駛／只於平日服務）

### 「巢子站入口」停車站
岩手縣北巴士八幡平方向與JR巴士東北平庭高原線等路線停靠「巢子」巴士站，距離此站約3公里的國道4號上。各路線的巴士站位置均不同。另外，巢子站入口巴士站往盛岡方向的巴士均由岩手縣交通運行，以及均停巢子巴士站。
- 廚川中央線
  - 251系統：縣立大學 - 巢子車廠 - 巢子站入口 - 勤勞青少年家前 - 巢子 - 上堂 - 盛岡站前 - 大通3丁目 - 巴士中心（日语：盛岡バスセンター） - 茶畑・中野1丁目
  - 252系統： 縣立大學 - 巢子車廠 - 巢子站入口 - 勤勞青少年家前 - 巢子 - 上堂 - 盛岡站前 - 菜園川德（日语：川徳）前 - 巴士中心 - 茶畑・中野1丁目
- 巢子箱清水線
  - 229系統：盛岡大學（日语：盛岡大学） - 縣立大學 - 巢子車廠 - 巢子站入口 - 勤勞青少年家前 - 巢子 - 箱清水 - 高松之池口 - 中央郵局（日语：盛岡中央郵便局）前 - 巴士中心
※高松之池口 - 中央郵局之間，若前往巴士中心，則途經縣立中央醫院（日语：岩手県立中央病院），若前往盛岡大學、縣立大學則途經岩手縣立盛岡第一高等學校前。
- 廚川深夜線（只前往瀧澤站前，單向服務，落客站）
  - 瀧澤站前←巢子車廠←巢子站入口←勤勞青少年家前←巢子←上堂←盛岡站前←菜園川德前←巴士中心

## 相鄰車站
IGR岩手銀河鐵道
■岩手銀河鐵道、■JR花輪線（盛岡站至好摩站之間為岩手銀河鐵道線直通區間）
廚川－巢子－瀧澤

## 注腳

### 使用狀況
1. 1 2   (PDF). IGRいわて銀河鉄道.   [2020-08-09]. （原始内容存档 (PDF)于2020-08-10） （日语）.
2. ↑   (PDF). IGRいわて銀河鉄道.   [2019-02-04]. （原始内容 (PDF)存档于2019-02-04） （日语）.
3. ↑   (PDF). IGRいわて銀河鉄道.   [2019-02-04]. （原始内容 (PDF)存档于2019-02-04） （日语）.
4. ↑   (PDF). IGRいわて銀河鉄道.   [2019-02-04]. （原始内容 (PDF)存档于2019-02-04） （日语）.
5. ↑   (PDF). IGRいわて銀河鉄道.   [2019-02-04]. （原始内容 (PDF)存档于2019-02-04） （日语）.
6. ↑   (PDF). IGRいわて銀河鉄道.   [2019-02-04]. （原始内容 (PDF)存档于2019-02-04） （日语）.
7. ↑   (PDF). IGRいわて銀河鉄道.   [2019-02-04]. （原始内容 (PDF)存档于2019-02-04） （日语）.
8. ↑   (PDF). IGRいわて銀河鉄道.   [2019-02-04]. （原始内容 (PDF)存档于2019-02-04） （日语）.
9. ↑   (PDF). IGRいわて銀河鉄道.   [2019-02-04]. （原始内容 (PDF)存档于2019-02-04） （日语）.
10. ↑   (PDF). IGRいわて銀河鉄道.   [2019-02-04]. （原始内容 (PDF)存档于2019-02-04） （日语）.
11. ↑   (PDF). IGRいわて銀河鉄道.   [2019-02-04]. （原始内容 (PDF)存档于2019-02-04） （日语）.
12. ↑   (PDF). IGRいわて銀河鉄道.   [2019-02-04]. （原始内容 (PDF)存档于2019-02-04） （日语）.
13. ↑   (PDF). IGRいわて銀河鉄道.   [2019-02-04]. （原始内容 (PDF)存档于2019-02-04） （日语）.
14. ↑   (PDF). IGRいわて銀河鉄道.   [2019-02-04]. （原始内容 (PDF)存档于2019-02-04） （日语）.
15. ↑   (PDF). IGRいわて銀河鉄道.   [2019-07-20]. （原始内容 (PDF)存档于2019-07-08） （日语）.

## 外部連結
- IGR岩手銀河鐵道 巢子站 （页面存档备份，存于）（日語）